# Mitt hem är Copacabana
Mitt hem är Copacabana är en svensk svartvit dramafilm från 1965 i regi av Arne Sucksdorff. I rollerna ses bland andra Leila Santos de Sousa, Cosme dos Santos och Josafá Da Silva Santos. Filmen befinner sig genremässigt mellan spelfilm och dokumentärfilm och handlar om fyra föräldralösa barn i Rio de Janeiro.

## Handling
Fyra föräldralösa barn för en ständig kamp om mat för dagen i ett av Rio de Janeiros slumkvarter. Trots hopplösheten i sin situation har de livsglädje och optimism. En frågeställning som återkommer i filmen är: vad skall det bli av dessa barn?

## Rollista
- Allan Edwall som berättare
- Leila Santos de Sousa	som Lici
- Cosme dos Santos som Jorginho
- Josafá Da Silva Santos som Paulinho
- Antônio "Toninho" Carlos de Lima som Rico
- Hermínia Gonçalves som "Pata Choca"
- Dirce Migliaccio
- João Lucas
- Flávio Migliaccio
- Alvaro Peres
- Andrey Salvador
- Antônio Sampaio
- Joel Barcellos
- Alberto Carvalho
- Walter Lira
- Benedito de Assis
- Anael Pereira

Ej krediterade
- Amaro Cavalcanti
- Antônio Carlos da Fontoura
- Eduardo Escorel
- João Elías Ribeiro
- Edson Santos

## Tillkomst
Arne Sucksdorff hade 1962 flyttat till Rio de Janeiro i Brasilien, ursprungligen för att leda ett filmseminarium för Unesco, men när detta var avslutat stannade han kvar i landet. Han kom att utbilda flera unga lokala regissörer, varav några blev framträdande i filmrörelsen Cinema Novo.
Mitt hem är Copacabana spelades in från januari 1964 i Rio de Janeiro efter manus av Sucksdorff, Flávio Migliaccio och João Bethencourt. Manuset utgick från inspelade intervjuer med lokala barn. Filmen fotograferades och klipptes av Sucksdorff. Under inspelningen hamnade Sucksdorff gång på gång i konflikt med myndigheterna i Rio de Janeiro och lokala intressegrupper, som ansåg att filmbilder från stadens slumkvarter utgjorde dålig reklam för landet.

## Utgivning
Sverigepremiären ägde rum den 29 mars 1965 på biograferna Fontänen och Röda Kvarn i Stockholm och Scania i Malmö. Filmen gavs ut på video 1997 och har visats flera gånger i Sveriges Television, bland annat 1983, 1992, 2001, 2006 i januari 2019 och den 3 juli 2025.

## Mottagande

### Recensioner
Svenska Dagbladets Leif Furhammar beskrev Mitt hem är Copacabana som "Sucksdorffs hittills finaste långfilm" och Aftonbladets Jurgen Schildt kallade den för "en film som gör en oreserverat lycklig". Göran O. Eriksson skrev i Stockholms-Tidningen: "Bitvis är Mitt hem är Copacabana en nästan plågsamt vacker film. Den handlar – som så många av Sucksdorffs mest personliga arbeten – om hur friheten kränks och går förlorad; dess höjdpunkt är skildringen av en drakduell nere på plagen, där barnen från slummen nedlägger rikemansbarnens lyxdrakar för att sälja dem till underpris, en luftig och lycklig beskrivning av oberoendets triumf. I sådana avsnitt visar Sucksdorff en sinnlig omedelbarhet som är fullständigt avspänd och mycket ovanlig." Eriksson skrev att Sucksdorffs arbete "skulle komma bättre till sin rätt i en kortfilm" eftersom "hans material är disponerat för ett mindre format än det nu har fått", men att Sucksdorff har en "självständighet och en bildbegåvning" som gör honom oumbärlig som filmare, trots att han företräder en typ av filmskapande som är ur fas med tidens mode.

### Utmärkelser
Filmen tävlade vid filmfestivalen i Cannes i maj 1965 och möttes där av blandad kritik. Bättre gick det vid Moskvas internationella filmfestival i juli samma år där filmen fick motta det så kallade humanistiska priset. I oktober fick Sucksdorff två utmärkelser för filmen. Först tilldelade L'Office Catholique International du Cinéma (OCIC) i Bryssel filmen sitt Grand Prix 1965 och sedan mottog han av Svenska filminstitutet 1965 års Guldbagge med motiveringen: "för hans pionjärarbete inom dokumentärfilmen och den formella briljansen i Mitt hem är Copacabana". Slutligen utnämndes Mitt hem är Copacabana till årets film av Svenska Filmkritikerförbundet.

## Musik
- "Levanta, Mangueira" (Luiz Antônio)
- "Araruza" (Luiz Antônio)
- "Yemanjá" (Jair Amorim)
- "Beira-mar" (musik: J.B. de Carvalho, text: Otávio de Faria, Amado Reis)